# Salicilat de benzil
El salicilat de benzil és l'èster que resulta de la condensació de l'àcid salicílic amb l'alcohol benzílic. Es tracta d'un líquid incolor i viscós amb una lleugera olor dolça i balsàmica.